# Сельское поселение Светлое Поле
Сельское поселение Светлое Поле — муниципальное образование в Красноярском районе Самарской области.
Административный центр — посёлок Светлое Поле.

## Административное устройство
В состав сельского поселения Светлое Поле входят:
- село Ветлянка,
- село Екатериновка,
- село Заглядовка,
- село Киндяково,
- село Колодинка,
- село Малая Царевщина,
- село Молгачи,
- село Старый Буян,
- посёлок Городцовка,
- посёлок Жареный Бугор,
- посёлок Светлое Поле,
- деревня Висловка,
- деревня Малиновый Куст.